# 科馬羅夫戰役 (1914年)
科馬羅夫戰役（Battle of Komarów）或俄國方面稱為托馬索夫戰役（Battle of Tomaszów），是第一次世界大戰東方戰線上的一場戰役，為加利西亞戰役的一個環節，戰鬥的結果為奧匈帝國擊退了俄羅斯帝國，但這場勝利並未持久。

## 戰前態勢

### 德國與奧匈帝國
根據德國與奧匈帝國在戰前的計畫，雙方將分別從東普魯士與加利西亞展開鉗形攻勢，切斷俄屬波蘭這個巨大的突出部，同時由西里西亞出發的兩個德國軍團將一舉奪取華沙，粉碎俄軍的主力。然而，由於小毛奇對施里芬計畫的改弦更張，東線的德軍遭到削弱，以填補西線德軍在阿爾薩斯-洛林的空缺，而東普魯士的德軍將以防禦為先；此外，小毛奇也鼓動奧匈帝國的參謀總長康拉德·馮·赫岑多夫按照計畫發動攻擊以牽制俄軍。康拉德對情勢的判斷也過於樂觀，他認為奧匈軍有能力同時應付塞爾維亞與加利西亞兩條戰線，因而決定派出第1、第4兩個軍團向北推進，丹克爾率第1軍團在克拉希尼克首開戰鬥，馮·奧芬貝格的第4軍團掩護他的右翼，向札莫希奇一帶推進。
奧匈軍第4軍團的指揮官，步兵上將莫里茨·馮·奧芬貝格是一員資深將領，在1911至1912年間曾短暫擔任奧匈帝國的戰爭部長，這位老將在科馬羅夫戰役中顯示了他熟練的戰術才能，然而整場加利西亞戰役的敗績，使他成為康拉德指揮不當的替罪者，也結束了奧芬貝格的軍事生涯。
第4軍團下轄10個步兵師與3個騎兵師，包含步兵上將斯維托札·博羅耶維奇的第6軍（3個師）；奧芬貝格麾下的5位軍長中，也有2位是騎兵出身的將領，他們的騎兵在這場戰役中將扮演吃重的角色。

### 俄國
在俄軍方面，與奧芬貝格對陣的是隸屬西南方面軍轄下的第5軍團，由帕維爾·馮·普列維騎兵上將指揮。這位波羅的海德意志貴族在戰鬥中展現了他的忠誠，儘管結果不如預期，他隨後仍繼續率領第5軍團參加羅茲戰役與馬祖里湖周邊的戰鬥。
俄軍第5軍團下轄4個軍，含步兵9師、騎兵1師1旅，以及一支精銳的頓河哥薩克部隊，數量上並不遜於對手，且足以威脅奧芬貝格的側翼，但俄軍的步兵素質參差不齊，補給與動員都隱藏著不少缺陷，影響了他們的作戰效率。

## 戰鬥歷程
當俄軍西南方面軍得之克拉希尼克戰役失利後，總指揮伊凡諾夫砲兵上將、參謀長阿列克謝耶夫中將下令第5軍團向西靠攏，以支援敗退的俄國第4軍團，同時也得掩護位置更東側的俄軍執行大迂迴戰術。然而，奧芬貝格的部隊比俄軍估計的來得更早，雙方在26日接戰；顧此失彼的普列維受到三方包夾，無法發揮原有的側翼優勢，加上在克拉希尼克的失敗影響，俄軍軍心動搖，進而惡化為潰退。到31日，奧匈軍已俘獲了20,000名戰俘以及約150門火砲，這些官兵是俄軍最早徵召、經驗最豐富的老兵，他們的損失連帶削弱了俄軍本已脆弱的素質。

## 後續發展
奧匈軍在克拉希尼克、科馬羅夫的兩場勝利，加上德軍在坦能堡戰役的大勝，以及在西線的迅速推進，使中歐強權一杜看到了迅速打贏戰爭的希望。不料僅在數日後，奧匈軍立刻在加利西亞戰役的後半段遭遇大敗，而德軍的攻勢也在馬恩河被迫停下。在奧匈軍逼近盧布林之際，由平斯克沼澤一帶迂迴而來的俄軍攻破了防禦薄弱的側翼，由於負責防衛加利西亞的奧匈第3軍團一半的兵力已經北上支援奧芬貝格與丹克爾，由塞爾維亞調來的第2軍團尚未抵達，給予俄軍一個有利的空檔。在俄軍的攻擊下，康拉德不得不放棄進攻，將奧芬貝格等部調回南方救援，甚至也被迫放棄倫貝格與桑河以東的領土，只能守住克拉科夫到普熱梅希爾一線的防禦工事。
在科馬羅夫戰役取勝的奧芬貝格引咎去職，此後他未再掌握兵權，但於1915年晉封男爵，在姓氏後加上了「馮·科馬羅夫」（von Komarów）以紀念這場戰役。